# タイ・リーグ2
タイ・リーグ2（タイ語: ไทยลีก 2, 英語: Thai League 2, 略称: T2）は、タイ王国におけるプロサッカーの2部リーグである。シーズン終了後に上位クラブはタイ・リーグ1に昇格し、下位クラブはタイ・リーグ3に降格する。
2017シーズンから、協賛によりエナジードリンクM-150の名を冠したタイ・リーグ2 M-150チャンピオンシップ（タイ語: ไทยลีก 2 เอ็ม-150 แชมเปียนชิป, 英語: Thai League 2 M-150 Championship）が正式名称となっている。

## 歴史
1997年にトップリーグのタイ・プレミアリーグに次ぐ2番目のディヴィジョン（2部リーグ）として創設された。現在は上位にプレミアリーグ、下位にリージョナルリーグ・ディヴィジョン2（3部リーグ）を持つ。2011シーズン以降は18チームが所属している。
1997-98シーズンは初代チャンピオンのクルン・タイ・バンクFCがプレミアリーグに自動昇格し、準優勝のオーソットサパー・サラブリーFCはプレミアリーグのポリス・ユナイテッドFCとの昇格・降格プレーオフに勝利して昇格した。2000-01シーズンまでの4シーズンは、同様の方式によって最大2チームが昇格した。2001-02シーズンはプレミアリーグが所属クラブ数を12から10に減らすため、プレミアリーグから3チームがタイ・ディヴィジョン1リーグに降格し、ディヴィジョン1からは優勝チームのみが昇格した。2002-03と2003-04シーズンは上位2チームが自動昇格する方式に変更された。
2004-05と2005-06シーズンは、プレミアリーグが所属クラブ数を16に増やす方針に変更したため、ディヴィジョン1の上位2チームに加えて、プレミアリーグとは別の全国トップリーグだったプロヴィンシャル・リーグからも上位2チームが自動昇格した。2007年は上位4チーム、2008年と2009年は上位3チームが自動昇格した。
2010年はプレミアリーグが所属クラブ数を18に増やす方針に変更したため、上位3チームが自動昇格、4位から6位までの3チームはプレミアリーグの下位3チームと各3チームの2つのグループに分かれて、ホーム・アンド・アウェー方式の総当たり戦を行った。各グループ1位のみが昇格（残留）する方式だったが、ディヴィジョン1のチームは昇格できなかった。2011年以降は上位3チームが自動昇格している。
2020年、COVID-19パンデミックによって4節消化時点でリーグを一旦中断。４月14日にタイ・リーグ1およびタイ・リーグ2のクラブ代表者による会議で、9月再開翌年5月閉幕とする秋春制への移行を決定した。

## 所属クラブ
2025-26シーズン
| チーム名                     | ホームタウン                     | ホームスタジアム                               | 前年成績       |
| ---------------------------- | -------------------------------- | ---------------------------------------------- | -------------- |
| ノーンブワ・ピッチャヤ       | ノーンブワラムプー県             | ピッチャヤ・スタジアム                         | T1 14位 (降格) |
| ナコーンパトム・ユナイテッド | ナコーンパトム県                 | ナコーンパトム基礎自治体スポーツ学校スタジアム | T1 15位 (降格) |
| コーンケン・ユナイテッド     | コーンケン県                     | コーンケンPAOスタジアム                        | T1 16位 (降格) |
| プレー・ユナイテッド         | プレー県                         | ホゥアイマー・スタジアム                       | T2 3位         |
| マハーサーラカームSBT        | マハーサーラカーム県             | マハーサーラカーム県スタジアム                 | T2 5位         |
| ラムパーン                   | ラムパーン県                     | ラムパーン県スタジアム                         | T2 6位         |
| カセサート                   | バンコク                         | インシー・チャンタラサティッド・スタジアム     | T2 7位         |
| バンコク                     | バンコク                         | バーンモッド・スタジアム                       | T2 8位         |
| ナコーンシー・ユナイテッド   | ナコーンシータンマラート県       | ナコーンシータンマラート県スタジアム           | T2 9位         |
| シーサケートユナイテッド     | シーサケート県                   | スリナコーン・ラムドゥアン・スタジアム         | T2 10位        |
| ポリス・テロ                 | バンコク                         | ブンヤチンダー・スタジアム                     | T2 11位        |
| チエンマイ・ユナイテッド     | チエンマイ県                     | 700周年記念スタジアム                          | T2 12位        |
| チャンタブリー               | チャンタブリー県                 | チャンタブリーPAOスタジアム                    | T2 13位        |
| チャイナート・ホーンビル     | チャイナート県                   | カオプローン・スタジアム                       | T2 14位        |
| トラート                     | トラート県                       | トラート県スタジアム                           | T2 15位        |
| ラーシーサライ・ユナイテッド | ラーシーサライ郡、シーサケート県 | シーサケート県スタジアム                       | T3 優勝        |
| ソンクラー                   | ソンクラー県                     | ティンスーラーノン・スタジアム                 | T3 準優勝      |
| パッターニー                 | パッターニー県                   | レインボー・スタジアム                         | T3 3位         |

## 歴代優勝クラブ
| #  | シーズン  | 優勝                             | 2位                                | 3位                          | クラブ数 |
| -- | --------- | -------------------------------- | ---------------------------------- | ---------------------------- | -------- |
| 1  | 1997-1998 | クルン・タイ・バンク             | オーソットサパー・サラブリー       |                              |          |
| 2  | 1998-1999 | バンコク・バンク・オブ・コマース | アサンプション・カレッジ・シラチャ |                              |          |
| 3  | 1999-2000 | ポリス・ユナイテッド             | サイアム・ネイビー                 |                              |          |
| 4  | 2000-2001 | TTMチエンマイ                    | バンコク・クリスチャン・カレッジ   |                              |          |
| 5  | 2001-2002 | バンコク・クリスチャン・カレッジ |                                    |                              |          |
| 6  | 2002-2003 | バンコク・ユナイテッド           | サイアム・ネイビー                 | ブリーラム・ユナイテッド     |          |
| 7  | 2003-2004 | TOT SC                           | ブリーラム・ユナイテッド           | ロイヤル・タイ・アーミー     |          |
| 8  | 2004-2005 | アーミー・ユナイテッド           | タイ・ホンダ                       |                              |          |
| 9  | 2005-2006 | ポリス・ユナイテッド             | サイアム・ネイビー                 |                              |          |
| 10 | 2007      | カスタムズ・ユナイテッド         | チュラ・ユナイテッド               | パタヤ・ユナイテッド         | 24       |
| 11 | 2008      | ムアントン・ユナイテッド         | シーラーチャー                     | サイアム・ネイビー           | 16       |
| 12 | 2009      | ポリス・ユナイテッド             | アーミー・ユナイテッド             | イーサーン・ユナイテッド     | 16       |
| 13 | 2010      | シーラーチャー                   | コーンケン                         | チェンライ・ユナイテッド     | 16       |
| 14 | 2011      | ウアチョン・ユナイテッド         | チャイナート                       | チュラ・ユナイテッド         | 18       |
| 15 | 2012      | ラーチャブリー                   | スパンブリー                       | バンコク・ユナイテッド       | 18       |
| 16 | 2013      | エアフォース・ユナイテッド       | タイ・ポート                       | PTTラヨーン                  | 18       |
| 17 | 2014      | ナコーンラーチャシーマー         | サラブリー                         | サイアム・ネイビー           | 18       |
| 18 | 2015      | ポリス・ユナイテッド             | パタヤ・ユナイテッド               | スコータイFC                 | 20       |
| 19 | 2016      | タイ・ホンダ                     | ウボンUMTユナイテッド              | ポートFC                     | 16       |
| 20 | 2017      | チャイナート・ホーンビル         | エアフォース・セントラル           | プラチュワップ               | 18       |
| 21 | 2018      | PTTラヨーン                      | トラート                           | チエンマイ                   | 18       |
| 22 | 2019      | BGパトゥム・ユナイテッド         | ポリス・テロ                       | ラヨーン                     | 18       |
| 23 | 2020-2021 | ノーンブワ・ピッチャヤ           | チエンマイ・ユナイテッド           | ナコーンパトム・ユナイテッド | 18       |
| 24 | 2021-2022 | ラムプーン・ウォリアーFC         | スコータイFC                       | チャイナートFC               | 18       |
| 25 | 2022-2023 | ナコーンパトム・ユナイテッド     | トラート                           | ウタイターニーFC             | 18       |
| 26 | 2023-2024 | ナコーンラーチャシーマーFC       | ノーンブワ・ピッチャヤ             | ラヨーンFC                   | 18       |
| 27 | 2024-2025 | チョンブリーFC                   | アユタヤ・ユナイテッド             | パランカーンFC               | 17       |

- 太字はタイ・リーグ1に昇格したチーム。
- 2007年は各12チームのグループA、Bに分けて行われ、各グループの1位チーム同士が優勝決定戦、2位チーム同士が3位決定戦を実施し、最終的な順位を決定した。4位のサムットソンクラームまでの4チームがプレミアリーグに昇格した。

| 年度 | グループ | 優勝                     | 2位                  |
| ---- | -------- | ------------------------ | -------------------- |
| 2007 | A        | カスタムズ・ユナイテッド | パタヤ・ユナイテッド |
| 2007 | B        | チュラ・ユナイテッド     | サムットソンクラーム |

## クラブ別優勝回数
| クラブ名                         | 優勝回数 | 優勝年度                       |
| -------------------------------- | -------- | ------------------------------ |
| ポリス・ユナイテッド             | 4        | 1999-2000, 2005-06, 2009, 2015 |
| クルン・タイ・バンク             | 1        | 1997-98                        |
| バンコク・バンク・オブ・コマース | 1        | 1998-99                        |
| TTMチエンマイ                    | 1        | 2000-01                        |
| バンコク・クリスチャン・カレッジ | 1        | 2001-02                        |
| バンコク・ユナイテッド           | 1        | 2002-03                        |
| TOT SC                           | 1        | 2003-04                        |
| アーミー・ユナイテッド           | 1        | 2004-05                        |
| カスタムズ・ユナイテッド         | 1        | 2007                           |
| ムアントン・ユナイテッド         | 1        | 2008                           |
| シーラーチャー                   | 1        | 2010                           |
| ウアチョン・ユナイテッド         | 1        | 2011                           |
| ラーチャブリー                   | 1        | 2012                           |
| エアフォース・ユナイテッド       | 1        | 2013                           |
| ナコーンラーチャシーマー         | 1        | 2014                           |
| タイ・ホンダ                     | 1        | 2016                           |
| チャイナート                     | 1        | 2017                           |
| PTTラヨーン                      | 1        | 2018                           |
| BGパトゥム・ユナイテッド         | 1        | 2019                           |
| ノーンブワ・ピッチャヤ           | 1        | 2020-21                        |
| ラムプーン・ウォリアーFC         | 1        | 2021-22                        |
| ナコーンパトム・ユナイテッド     | 1        | 2022-23                        |
| チョンブリー                     | 1        | 2024-25                        |

## 歴代得点王
| シーズン | 選手                           | 得点 | 所属クラブ                                           |
| -------- | ------------------------------ | ---- | ---------------------------------------------------- |
| 2008     | タノンサック・プロムダード     | 18   | ラジ・ヴィティFC                                     |
| 2009     | ヴッティポン・ケルドクル       | 27   | RBAC BECテロ・サーサナFC                             |
| 2010     | チェナロン・タトン             | 19   | チュラ・ユナイテッド                                 |
| 2011     | アディサク・スリカンパン       | 21   | PTTラヨーン                                          |
| 2011     | プワドル・スワンナチャート     | 21   | チャイナート                                         |
| 2012     | リー・タック                   | 23   | バンコク                                             |
| 2013     | レアンドロ                     | 24   | タイ・ポート                                         |
| 2014     | マーク・ランドリー・バボ       | 19   | アーントーン                                         |
| 2015     | フェリペ・フェレイラ           | 25   | スコータイ                                           |
| 2015     | タナー・チャナブット           | 25   | ポリス・ユナイテッド                                 |
| 2016     | フリスティヤン・キロフスキー   | 17   | プラチュワップ                                       |
| 2017     | ジョナタン・フェレイラ・レイス | 28   | カセートサート                                       |
| 2018     | バロス・タルデリ               | 21   | トラート                                             |
| 2019     | ティアゴ・シュラッパ           | 19   | ラヨーン                                             |
| 2020-21  | パウロ・コンハード             | 25   | コンケーン・ユナイテッド                             |
| 2021-22  | ターレス・リマ                 | 22   | ウドーンターニーFC (13) ラムプーン・ウォリアーFC (9) |
| 2022-23  | リカルド・サントス             | 28   | ウタイターニー                                       |
| 2023-24  | デイビソン・フェルナンデス     | 22   | ナコーンラーチャシーマー                             |
| 2024-25  |                                |      |                                                      |